# Nectoteuthis pourtalesi
Nectoteuthis pourtalesi är en bläckfiskart som beskrevs av Addison Emery Verrill 1883. Nectoteuthis pourtalesi ingår i släktet Nectoteuthis och familjen Sepiolidae. IUCN kategoriserar arten globalt som otillräckligt studerad. Inga underarter finns listade i Catalogue of Life.